# Wallingford (Iowa)
Wallingford és una població dels Estats Units a l'estat d'Iowa. Segons el cens del 2000 tenia 210 habitants.

## Demografia
Segons el cens del 2000, Wallingford tenia 210 habitants, 78 habitatges, i 54 famílies. La densitat de població era de 83,6 habitants/km².
Dels 78 habitatges en un 32,1% hi vivien nens de menys de 18 anys, en un 64,1% hi vivien parelles casades, en un 3,8% dones solteres, i en un 29,5% no eren unitats familiars. En el 24,4% dels habitatges hi vivien persones soles el 10,3% de les quals corresponia a persones de 65 anys o més que vivien soles. El nombre mitjà de persones vivint en cada habitatge era de 2,69 i el nombre mitjà de persones que vivien en cada família era de 3,27.
Per edats la població es repartia de la següent manera: un 30,5% tenia menys de 18 anys, un 7,6% entre 18 i 24, un 27,1% entre 25 i 44, un 20,5% de 45 a 60 i un 14,3% 65 anys o més.
L'edat mediana era de 35 anys. Per cada 100 dones de 18 o més anys hi havia 92,1 homes.
La renda mediana per habitatge era de 39.500 $ i la renda mediana per família de 44.375 $. Els homes tenien una renda mediana de 28.125 $ mentre que les dones 18.750 $. La renda per capita de la població era de 13.137 $. Entorn del 4,9% de les famílies i el 9,4% de la població estaven per davall del llindar de pobresa.

## Poblacions més properes
El següent diagrama mostra les poblacions més properes.